# Sparedrus aspersus
Sparedrus aspersus là một loài bọ cánh cứng trong họ Oedemeridae. Loài này được LeConte miêu tả khoa học năm 1886.